# ميثاق حزب العمال الكوري
ميثاق حزب العمال الكوري (بالكورية: 조선로동당규약)‏ هي اللوائح الداخلية للحزب العمال الكوري. ويحدد قواعد التنظيم وعضوية الحزب. وفقا للميثاق، فإن مؤتمر حزب العمال الكوري هو أعلى هيئة في الحزب ويمكنه، إلى جانب مؤتمر حزب العمال الكوري، تعديل الميثاق. يحدد الميثاق طبيعة ومهمة ومنهجية الحزب. ووفقا لها، فإن الحزب يسعى جاهدا لفرض الشيوعية على شبه الجزيرة الكورية بأكملها. لقد عرَّفت المراجعات الأخيرة للميثاق الكيميلجونية - الكيمونغية على أنها أيديولوجية الحزب.
تم اعتماد الميثاق الأول في 30 أغسطس 1946 في المؤتمر الأول لحزب العمال في كوريا الشمالية ، السلف المباشر لحزب العمال الكوري الحديث. منذ ذلك الحين قام كل مؤتمر وبعض المؤتمرات بمراجعة القواعد، وآخرها المؤتمر السابع في عام 2016.
منذ وفاة كيم إيل سونغ وانضمام كيم جونغ إيل إلى قيادة البلاد، لم يلتزم الحزب بالميثاق. بعد المؤتمر السادس في عام 1980، لم تعد المؤتمرات تعقد كل خمس سنوات على النحو المنصوص عليه في الميثاق. كما لم تُعقد الجلسات العامة للجنة المركزية على فترات منتظمة مدتها ستة أشهر. كما تم انتخاب كيم جونغ إيل أمينًا عامًا للحزب دون مراعاة الإجراء الصحيح. استعدادا لخلافة كيم جونغ أون في المؤتمر الثالث لحزب العمال الكوري في عام 2010 راجع الميثاق لضمان أنه سيؤمن القيادة في كل من الحزب والجيش في نفس الوقت. تم إجراء تغييرات أيضًا للسماح لسلالة كيم باختيار مواعيد للمؤتمرات بحرية. قام هذا المؤتمر، المؤتمر السابع للحزب، بتعديل الميثاق بمنح كيم جونغ أون رئيسًا لحزب العمال الكوري في مايو 2016.